# Кан, Пол
Пол В. Кан (англ. Paul W. Kahn; род. 1952) — американский правовед, профессор права и гуманитарных наук Йельской школы права, директор Центра международных прав человека Орвилла Х. Шелла-младшего.

## Образование
Кан получил степень бакалавра в Чикагском университете в 1973 году, Ph.D. в Йельском университете в 1977 году и J.D. в Йельской школе права в 1980 году. После окончания учёбы он работал клерком у судьи Верховного суда США Байрона Уайта с 1980 по 1982 год. В 1985 году начал преподавательскую деятельность в Йельской школе права, где читает курсы по конституционному праву, правам человека и политической теологии.

## Философия
Кан сосредотачивает свои исследования на социальном воображении. Он рассматривает легитимность права как феноменологический опыт, а не как концепцию, обоснованную теоретически.
Он исследует различные нарративы, формирующие юридический дискурс, включая диалектику между принципиальностью и гибкостью права. Кан опирается на понятие политической теологии Карла Шмитта, утверждая, что «жертвенность» является центральной категорией юридического смысла. Он утверждает, что государственная жертва (на примере солдата) и частная жертва (родитель для ребёнка) объединяются в единую систему значений, формируя основы правопорядка.

## Научная деятельность
Кан является автором многочисленных работ в области права, философии и политической теологии. Он исследует понятие легитимности права и его связь с общественными представлениями и политической идентичностью. Кан критикует рационалистический подход к праву и утверждает, что правопорядок основывается не только на формальных структурах, но и на феноменологическом восприятии гражданами своей правовой системы.
Его работы сосредоточены на взаимодействии между правом и культурой, а также на роли жертвенности в юридической системе. В своей книге Sacred Violence: Torture, Terror, and Sovereignty (2008) он рассматривает понятие насилия в контексте государственного суверенитета и утверждает, что юридическая система отражает глубокие символические и сакральные элементы общества.
В работе Political Theology: Four New Chapters on the Concept of Sovereignty (2011) Кан развивает идеи Карла Шмитта и утверждает, что современные либеральные государства продолжают зависеть от фундаментальных концептов политической теологии.

## Влияние и критика
Работы Кана оказали значительное влияние на развитие теории права и политической философии. Его идеи о жертвенности и символической природе права часто сравниваются с концепциями Джорджо Агамбена и Карла Шмитта. Некоторые критики утверждают, что его интерпретация политической теологии слишком детерминирована и не учитывает возможности развития правовых институтов без обращения к символическим и сакральным структурам.

## Работы
- Legitimacy and History: Self-government in American Constitutional Theory, Yale University Press, 1993
- The Reign of Law: Marbury v. Madison and the Construction of America, Yale University Press, 1997
- The Cultural Study of Law: Reconstructing Legal Scholarship, University of Chicago Press, 1999
- Law and Love: The Trials of King Lear, Yale University Press, 2000
- Putting Liberalism in its Place, Princeton University Press, 2005
- Out of Eden: Adam and Eve and the Problem of Evil, Princeton University Press, 2007
- Sacred Violence: Torture, Terror, and Sovereignty, University of Michigan Press, 2008
- Political Theology: Four New Chapters on the Concept of Sovereignty, Columbia University Press, 2011
- Finding Ourselves at the Movies: Philosophy for a New Generation, Columbia University Press, 2013
- Making the Case: The Art of the Judicial Opinion, Yale University Press, 2016
- Testimony, Cascade Books, 2021

## Личная жизнь
Кан женат на Кэтрин Иино, бывшей главе администрации города Киллингворт в штате Коннектикут. У них двое детей.